# Nagyharsányi csata
A nagyharsányi csata vagy Szársomlyó hegyi csata vagy Harsány-hegyi csata 
(más nevein második mohácsi csata, villányi csata) 1687. augusztus 12-én Villány határában, a Szársomlyó (Harsányi-hegy) lejtőin ment végbe Károly lotaringiai herceg, Miksa bajor fejedelem, Lajos badeni őrgróf és Savoyai Jenő herceg egyesült 50 000 fős osztrák–magyar–bajor–horvát hadserege és Szari Szulejmán pasa oszmán nagyvezír serege között.
A „nagyharsányi csata” megjelölés a 19. században erősödött meg, valószínűleg hibásan Nagyharsány térségébe helyezve a csata fő eseményeit. A „második mohácsi csata” elnevezés a közelben vívott első mohácsi csatára utal.

## Lefolyása
A császári vezérek az Eszék körül táborozó nagyvezírt azzal akarták ütközetre bírni, hogy visszavonulást színlelve, átkeltek a Dráván és Mohács felé húzódtak. Szari Szulejmán pasa, oszmán nagyvezír követte őket és az 1526. évi mohácsi csata színhelyének közelében, a Karasica-patak melletti Baranyavárnál táborozott le. Lotaringiai Károly herceg azonban Mohácsról Siklósra, majd onnan a Szársomlyó-hegy lejtőre vonult, és csak itt bocsátkozott ütközetbe.
Az ötvenezres keresztény és a hatvanezres török sereg összecsapása az utóbbi teljes vereségével végződött. A keresztény haderő tapasztalt, kiképzett csapatokat vetett be, a törökök zöme azonban frissen összeszedett irreguláris fegyveres erő volt. A többi hadtest is csak kisebb részben állt janicsárokból, vagy szpáhikból, a többi, bár rendelkezett harci tapasztalatokkal, de a nyugati katonákhoz nem volt hasonlítható. Nyolcezer török elesett, sokan menekülés közben a Karasicába és a Drávába fulladtak, körülbelül hétezer törököt pedig a mozgékony magyar csapatok fogtak el. A győztesek nagy zsákmányt szereztek. A diadal teljes kiaknázását (Nándorfehérvár visszaszerzését) csak a keresztény vezérek közti viszálykodás akadályozta meg.

## Jelentősége
A csata lélektanilag is fontos volt, hisz a közelben vívott 1526-os mohácsi csata a középkori  Magyar Királyság elbukását jelentette annak idején, s ezért a törökök a síkot mindig a „szerencse mezeje” néven említették. Most ők szenvedtek súlyos vereséget ugyanezen a vidéken.